# Mattauravan
Mattauravan är en sjö i Arjeplogs kommun i Lappland och ingår i Piteälvens huvudavrinningsområde.